# Tommy Wieringa
Tommy David Wieringa (Goor, 20 mei 1967) is een Nederlands schrijver.

## Biografie
Vanaf zijn geboorte tot aan zijn tweede levensjaar bracht hij samen met zijn zusjes door in Goor. Zijn vader was leraar en zijn moeder was zeer dominant, egocentrisch en avontuurlijk. Zij had op een advertentie gereageerd buiten medeweten van haar man op een baan voor hem op Aruba als leraar Engels en biologie, waardoor het gezin in 1969 naar het Caraïbische eiland vertrok. In 1976 volgde niet alleen de terugkeer naar Nederland, maar ook de scheiding van zijn ouders. De zorg voor de kinderen werd aan zijn moeder toegewezen, maar Wieringa kon niet aarden bij de nieuwe partner van zijn moeder en het nieuw gebouwde huis, en trok zich het lot van zijn vader aan, waarop hij bij zijn vader in het Twentse Geesteren introk. Op zijn zestiende maakte hij kennis met zijn pleegmoeder, die zeer belezen was en door wie hij met literatuur kennis maakte. Zij moedigde hem niet alleen aan te leren en te gaan studeren, maar ook te gaan schrijven.
 
Hij volgde de antroposofisch ingestelde Vrijeschool Zutphen in Zutphen. In Groningen studeerde hij geschiedenis en in Utrecht journalistiek.
Naar eigen zeggen werkte hij onder meer als aanstekerverkoper op de markt en als lokettist bij de spoorwegen.
In 1995 verscheen zijn debuutroman Dormantique’s manco. Na de publicatie van deze en nog twee romans kwam in 2005 de doorbraak naar een groter publiek met de ontwikkelingsroman Joe Speedboot. Dit boek werd genomineerd voor vele prijzen waarvan er enkele toegekend werden. Met dit werk kon hij eindelijk afscheid nemen van het steeds maar terugverlangen naar de tot dan toe door hem geïdealiseerde jeugd op Aruba.
Voor de VPRO schreef hij het scenario voor de korte film Laatste wolf, uit de serie Goede daden bij daglicht, en voor de KRO-radio schreef hij verschillende hoorspelen. In 2013 presenteerde hij zes weken lang de televisieserie De Grens voor de VPRO. Bij de zesdelige televisie-documentaireserie Speeches van de VPRO, uitgezonden vanaf zondag 7 december 2014, verzorgde hij de voice-over.
Journalistiek werk verscheen onder meer in de Volkskrant, Vrij Nederland, Dagblad van het Noorden en Rails. Wieringa was columnist bij de gratis krant De Pers. Eerder verschenen columns van zijn hand onder andere in Sp!ts en Propria Cures. Vanaf het voorjaar van 2013 was hij columnist bij de Wegener-dagbladen. In september 2018 volgde hij Bas Heijne op als columnist bij NRC Handelsblad. Op 4 september 2021 verscheen zijn voorlopig laatste column in die krant.
Als writer in residence aan het Netherlands Institute for Advanced Study (NIAS)  werkte hij aan een historische roman over de familie van Pieter Schelte Heerema, die onder de titel Nirwana in september 2023 verscheen. Volgens NRC is Nirwana "de fictionalisering van een brisant, werkelijk levensverhaal".
In de muziekgroep Donskoy experimenteerde Wieringa met de combinatie van poëzie en muziek. In het voorjaar van 1998 verscheen de cd Beatnik glorie. Hij trad onder meer op tijdens de festivals Crossing Border, Winterschrift, Double Talk, De Nachten en Lowlands.
In 2007 was hij als gastschrijver verbonden aan de TU Delft. Hij schreef in 2010 de tekst voor het Groot Dictee der Nederlandse Taal en in 2014 het boekenweekgeschenk Een mooie jonge vrouw.
In 2018 ontstond ophef over Wieringa's uitspraak "Dat werd tijd", die hij deed tijdens het jaarcongres van de Vereniging van Nederlandse Gemeenten, kort na de aanslag op het pand van De Telegraaf. Volgens Wieringa betrof het een grap.

## Prijzen
- In 2002 ontving Wieringa de Halewijnprijs voor Alles over Tristan. De roman stond op de longlist van de AKO Literatuurprijs.
- Voor Joe Speedboot kreeg Wieringa de F. Bordewijk-prijs voor verhalend proza. De jury van de Jan Campert Stichting omschreef het boek als 'een meeslepende en vitale ontwikkelingsroman'. Aan de prijs is een bedrag verbonden van € 5.000, dat op 11 maart 2007 aan de auteur werd overhandigd.
- Voor Joe Speedboot kreeg Wieringa tevens de eerste Magazijn La Vie en Rose Prijs.
- Een zin in het boek leverde hem ook nog de Tzumprijs voor de beste literaire zin 2006 op, de prijs voor de beste zin in verhalend proza van het afgelopen jaar. De winnende zin luidde: 'De knalpijpen glansden als bazuinen, de wereld leek te verschroeien in allesverzengend lawaai wanneer de jongens het gaspedaal intrapten met de koppeling in, alleen om te laten weten dat ze bestonden, zodat níemand daaraan zou twijfelen, want wat niet weerkaatst, bestaat niet.'
- Joe Speedboot werd genomineerd voor de AKO Literatuurprijs, de Gouden Uil, de Libris Literatuur Prijs, de Literatuurprijs Gerard Walschap, NS Publieksprijs en de Prijs voor het mooiste boekomslag.
- Caesarion werd in 2009 genomineerd voor de AKO Literatuurprijs.
- In 2013 ontving Wieringa de Libris Literatuur Prijs en de Prijs van de Lezersjury van de Gouden Uil voor Dit zijn de namen. In datzelfde jaar werd de Engelse vertaling van Caesarion (onder dezelfde titel, vertaald door Sam Garett) genomineerd voor de Dublin Literary Award.
- In 2014 won hij de Inktaap voor Dit zijn de namen.
- In 2018 won hij de BookSpot Literatuurprijs voor De heilige Rita.

## Bestseller 60
| Boeken met noteringen in de Nederlandse Bestseller 60 | Jaar van verschijnen | Datum van binnenkomst | Hoogste positie | Aantal weken | Opmerkingen     |
| ----------------------------------------------------- | -------------------- | --------------------- | --------------- | ------------ | --------------- |
| Joe Speedboot                                         | 2005                 | 30-07-2005            | 9               | 120          |                 |
| Alles over Tristan                                    | 2006                 | 22-04-2006            | 56              | 1            |                 |
| Joe Speedboot                                         | 2006                 | 20-05-2006            | 40              | 3            | gebonden editie |
| Joe Speedboot                                         | 2007                 | 24-03-2007            | 55              | 2            | gebonden editie |
| Caesarion                                             | 2009                 | 23-05-2009            | 1(1wk)          | 33           |                 |
| Caesarion                                             | 2009                 | 23-05-2009            | 44              | 2            | gebonden editie |
| Dit zijn de namen                                     | 2012                 | 13-10-2012            | 2               | 76           |                 |
| De heilige Rita                                       | 2017                 | 01-11-2017            | 3               | 48           |                 |
| Dit is mijn moeder                                    | 2019                 | 30-01-2019            | 4               | 10           |                 |
| Nirwana                                               | 2023                 | 27-09-2023            | 2               | 34           |                 |
| Konvooi                                               | 2024                 | 09-10-2024            | 14              | 3            |                 |
| Optimisme zonder hoop                                 | 2025                 | 02-04-2025            | 1(1wk)          | 11           |                 |